# Huéznar

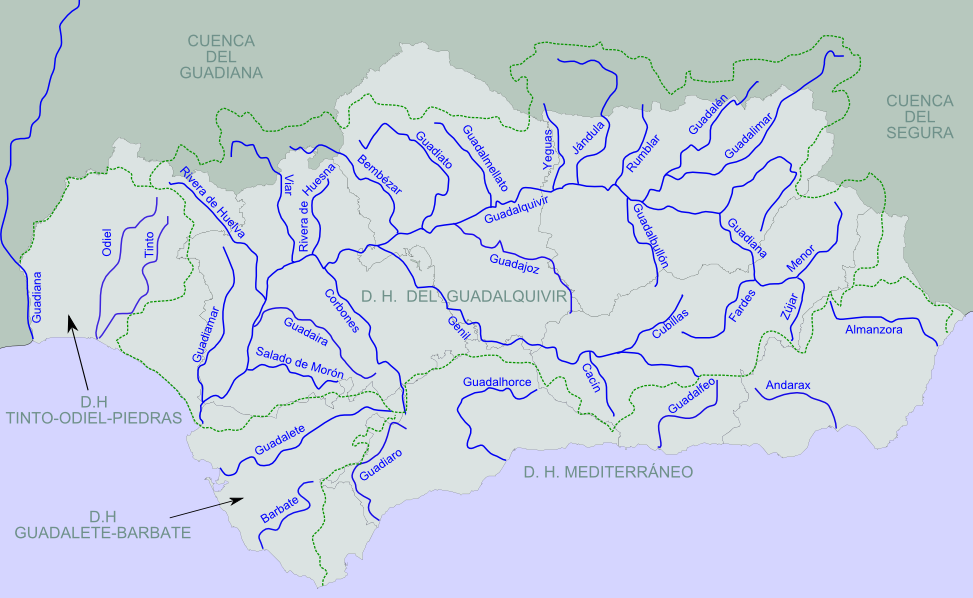
Flüsse in Andalusien

Der Huéznar oder Rivera del Huéznar (auch Huesna oder Rivera del Huesna) ist ein ca. 65 km langer Fluss in Andalusien im Südwesten Spaniens.

## Verlauf
Der Huéznar entspringt aus mehreren Quellbächen in den Bergen der Sierra Norte de Sevilla. Ab der Ortschaft San Nicolás del Puerto verläuft er im Wesentlichen südwärts und füllt die Talsperre Embalse del Huéznar; von dort fließt er vorwiegend in südwestlicher Richtung und mündet schließlich etwa 2 km nordwestlich der Kleinstadt Tocina in den Guadalquivir.

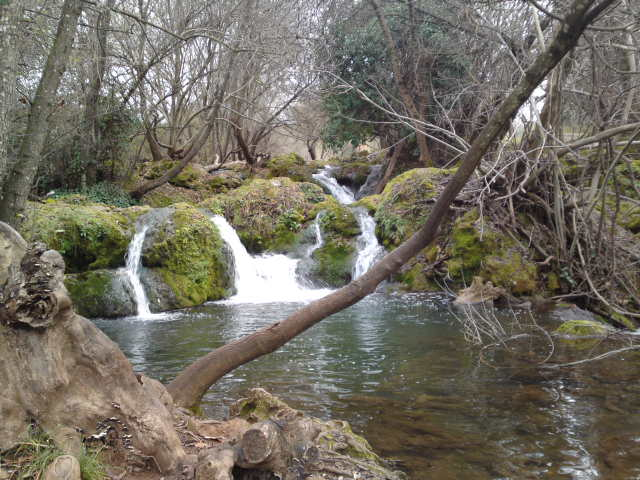
Wasserfälle am Oberlauf des Río Huéznar

## Nebenflüsse
Der Río Huéznar hat keine größeren Nebenflüsse, doch wird er auf seinem Weg von zahlreichen Bächen gefüllt.

## Stausee
Auf etwa halbem Weg füllt er den Stausee der Embalse de Huéznar.